# Équipe de Dominique féminine de football
Cet article traite de l'équipe féminine. Pour l'équipe masculine, voir Équipe de Dominique de football.
Maillots
L'équipe de Dominique féminine de football est l'équipe nationale qui représente la Dominique dans les compétitions internationales de football féminin. Elle est gérée par la Fédération de Dominique de football.
Les Dominiquaises n'ont jamais disputé une phase finale d'une compétition majeure de football féminin, que ce soit le Championnat féminin de la CONCACAF, la Coupe du monde ou les Jeux olympiques.

## Classement FIFA
| Année              | 2003 | 2004 | 2005 | 2006 | 2007 | 2008 | 2009 | 2010 | 2011 | 2012 | 2013 | 2014 | 2015 | 2016 | 2017 | 2018 |
| ------------------ | ---- | ---- | ---- | ---- | ---- | ---- | ---- | ---- | ---- | ---- | ---- | ---- | ---- | ---- | ---- | ---- |
| Classement mondial | 85   | 88   | 89   | 107  | 118  | 111  | 92   | 123  | 131  | 123  | 107  | 133  | 132  | 121  | 119  | 136  |